# Planet Coaster
Planet Coaster is een bedrijfssimulatiespel uitgebracht op 17 november 2016. Spelers kunnen attractieparken bouwen. Hoewel het spel in naam niet is geassocieerd met de RollerCoaster Tycoon-spelserie is het spel ontwikkeld door Frontier Developments, de ontwikkelaar van RollerCoaster Tycoon 3. Het vierde deel van de RollerCoaster Tycoon-serie, RollerCoaster Tycoon World, verscheen één dag eerder.
Op 11 juli 2024 werd Planet Coaster 2 aangekondigd. Het spel is uitgebracht op 6 november 2024. In Planet Coaster 2 kunnen spelers ook waterparken bouwen. Ook zijn er nieuwe thema's beschikbaar, zoals resort thema, viking thema, mythologie thema en aquatisch thema.

## Gameplay
Planet Coaster is een bouwsimulatiespel van attractieparken. Spelers hebben de mogelijkheid om verschillende achtbanen en attracties te bouwen, winkels te openen, personeel aan te nemen, en hun park te thematiseren in verschillende stijlen. Elke bezoeker denkt zelf na. Ze kunnen denken over wat ze willen en zullen ook realistisch reageren op het park. Achtbanen die te heftig zijn, zullen minder bezoekers ontvangen. De thematisering rond een attractie speelt ook een rol in het aantal bezoekers dat de attractie krijgt. Hoe meer thematisering, hoe aantrekkelijker de attractie is voor bezoekers.

## Ontvangst
Metacritic gaf Planet Coaster op basis van achttien recensies een gemiddelde beoordeling van 83 op 100, een score die wordt samengevat als "gunstige recensies". Het spel werd door spelers overweldigend positiever onthaald dan RollerCoaster Tycoon World.

## DLC's
Planet Coaster heeft, sinds het spel is uitgebracht, nog extra downloadbare inhoud uitgebracht. Elk met een afzonderlijke inhoud en prijs.
| Nr. | - Naam van DLC                                    | Omschrijving |
| --- | ------------------------------------------------- | --- |
| 1   | Back to the Future™ Time Machine Construction Kit | In dit extra pakket bevindt zich materiaal waar de DeLorean-tijdmachine mee kan gebouwd worden. Dit in de varianten van 1985, 2015, 1955 en 1885.                                                          |
| 2   | Knight Rider™ K.I.T.T. Construction Kit           | Dit extra pakket geeft de mogelijkheid om in-game replica's te bouwen van K.I.T.T., de auto uit de jaren '80 serie Knight Rider .                                                                          |
| 3   | The Munsters’® Munster Koach Construction Kit     | Het Munsters’ Munster Koach bouwpakket bevat in-game replica's van de Munster Koach en de DRAG-U-LA drag racer van de Munsters’ aflevering 'Hot Rod Herman’ en de Munsters’ 1966 film ‘Munster, Go Home!’. |
| 4   | Spooky Pack                                       | Dit bouwpakket bevat verscheidene onderdelen om een spookachtig themapark te bouwen. |
| 5   | Adventure Pack                                    | Dit bouwpakket bevat verscheidene onderdelen om een avontuurlijk themapark te bouwen. |
| 6   | Studios Pack                                      | Dit bouwpakket bevat verscheidene onderdelen om een themagebied te bouwen waar film een hoofdrol speelt.                                                                                                   |
| 7   | Vintage Pack                                      | Dit bouwpakket bevat verscheidene onderdelen om het park een vintage look te geven. Hier kunnen verscheidene gebieden gebouwd worden gaande van een circus tot een heuse pier.                             |
| 8   | World's Fair Pack                                 | Dit bouwpakket geeft de mogelijkheid om verscheidene gebieden te creëren naargelang de locatie. De keuze is uitgebreid en gaat van Azië tot Europa en Midden - Amerika.                                    |
| 9   | Magnificent Rides Pack                            | Dit bouwpakket bevat 9 nieuwe attractietypes die de speler kan gebruiken in zijn/haar park. |
| 10  | Ghostbusters DLC                                  | Deze DLC is een samenwerking van Frontier & Ghostbusters, en staat volledig in het teken van deze film. |

Op 10 november 2020 is Planet Coaster: Console Edition uitgekomen, het kost ongeveer 39,99 euro